# SageMath
SageMath, conocido anteriormente como Sage,  es un sistema algebraico computacional (en inglés CAS) que destaca por 
estar construido sobre paquetes matemáticos ya contrastados como NumPy, Sympy, PARI/GP o Maxima y por acceder a sus potencias combinadas a través de un lenguaje común basado en Python. 
La interacción con el usuario es posible desde la interfaz de línea de comandos (basada en IPython ) o vía unos cuadernos web que combinan celdas de código con celdas con gráficos, texto enriquecido o fórmulas renderizadas con LaTeX.

## Historia y filosofía de diseño
La primera versión de SAGE se publicó en 2005 con el objetivo inicial de recrear un pequeño subconjunto del sistema algebraico computacional Magma, y reducir así la dependencia del software matemático propietario y cerrado.

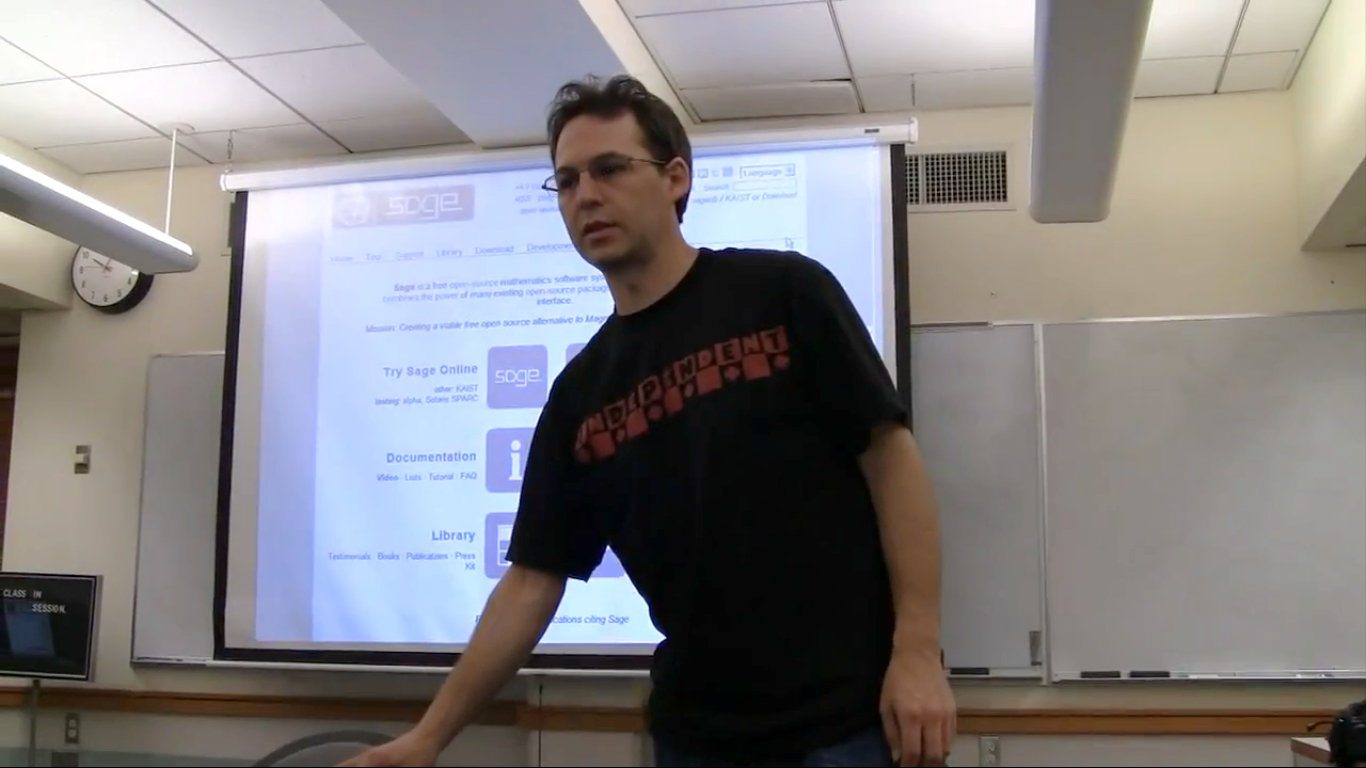
William A. Stein, desarrollador de Sage

El líder del proyecto, William A. Stein, matemático en la Universidad de Washington, destacó varios factores al diseñar Sage:
- Crear una alternativa viable a Magma, Maple, Mathematica, y MATLAB, llevaría cientos, o miles de años-hombre si se empezara desde el inicio.

- Existe una amplia gama de software matemático de código abierto bien probado, escrito en diferentes lenguajes (siendo C, C++, Fortran y Python los más comunes).

Así que en lugar de empezar desde el inicio, Sage (escrito en Python y Cython) integraría todo el software de código abierto sobre matemática ya existente en una interfaz común: un usuario necesitará saber únicamente un lenguaje bien conocido como Python.
Donde no hubiera una opción de software libre disponible para algún problema, entonces sería escrito en Sage. Pero Sage no reinventa la rueda. La misma filosofía de diseño se usa en otros programas matemáticos (como Mathematica), pero Sage puede utilizar un espectro más amplio de software, que sus contrapartes no libres, ya que las licencias propietarias imponen serias restricciones a la reutilización del software.
El desarrollo de Sage lo llevan a cabo tanto estudiantes como profesionales. Es apoyado tanto por trabajo voluntario como por donaciones.
En 2007 Sage ganó el primer premio en la categoría de software científico en el Les Trophées du libre, una competición internacional de software libre.

## Características
Al igual que otros CAS, SageMath se divide en un núcleo que realiza los cálculos y una interfaz (a elegir) que los muestra e interacciona con el usuario. 

### Interfaces con el usuario
Existe una interfaz gráfica (notebook) para la revisión y reutilización de entradas y salidas anteriores, incluyendo gráficas y notas de texto. Realmente en 2016 conviven dos tipos de notebook: uno (SageMath worksheet) diseñado exprofeso para SageMath,  con otro (Jupyter notebook) de uso más generalizado en el software científico.
Además existe una línea de comandos basada en texto usando iPython que permite el control interactivo de los cálculos:
```
sage
                     
# inicia interfaz de línea de comandos

sage
 
-
n
                  
# inicia navegador con interfaz Sagemath worksheet

sage
 
-
n
 
jupyter
          
# inicia navegador con interfaz Jupyter notebook

```

Posee asistencia al usuario con autocompletado (TAB), consulta de documentación (EXPRESION?) o del código fuente (EXPRESION??) es posible en todas las interfaces.
En las interfaces de tipo notebook permite la inclusión de widgets (p.ej cajas de entrada, deslizadores) que permiten al usuario del programa interaccionar con él sin tener que modificar el código fuente. Para ello basta con aplicar el decorador @interact a una función ya definida.

### Lenguaje de programación
SageMath utiliza el lenguaje de programación Python, que soporta expresiones en programación orientada a objetos y funcional. Internamente, SageMath está escrito en Python y en una versión modificada de Pyrex llamada Cython. Cuando SageMath invoca funciones de otros paquetes lo hace de forma transparente usando internamente el módulo python Pexpect.
Además, utiliza procesamiento paralelo usando tanto procesadores de núcleo múltiple como multiprocesadores simétricos.

### Herramientas que aglutina
Reúne y unifica bajo un solo entorno, lenguaje y jerarquía de objetos toda una colección de software matemático y trata de rellenar los huecos de funcionalidad dejados por unos y otros.
Proporciona una interfaz Python  a software libre especializado en distintos campos entre los que destacamos: 
| Campo                                     | Paquetes matemáticos distribuidos con SageMath |
| Álgebra                                   | GAP, Maxima, Singular                          |
| Álgebra lineal                            | ATLAS, BLAS, LAPACK, NumPy, LinBox, IML, GSL   |
| Álgebra lineal numérica                   | GSL, SciPy, NumPy , ATLAS                      |
| Aritmética de precisión arbitraria        | GMP, MPFR, MPFI, NTL                           |
| Cálculo                                   | Maxima, Sympy, GiNaC                           |
| Combinatoria                              | Symmetrica, Sage-Combinat                      |
| Estadística                               | R, SciPy                                       |
| Geometría algebraica                      | SINGULAR, Macaulay2                            |
| Geometría aritmética                      | PARI/GP, NTL, mwrank, GMP-ECM                  |
| Geometría Diferencial y Cálculo Tensorial | Sage Manifolds                                 |
| Gráficos                                  | Matplotlib, Tachyon, GD, Jmol                  |
| Teoría de grafos                          | NetworkX                                       |
| Teoría de grupos                          | GAP , Symmetrica                               |
| Teoría de números                         | PARI/GP, FLINT, NTL                            |

También proporciona interfaces a otro software no libre como Mathematica, Magma y Maple (no distribuidos con SageMath) que permite a los usuarios combinar software y comparar resultados y desempeño.
Todos estos paquetes cubren, entre otras,  las funcionalidades básicas siguientes:
- Librerías de funciones elementales y especiales

- Gráficas en 2D y 3D tanto de funciones como de datos.

- Herramientas de manipulación de datos y matrices.

- Una caja de herramientas para añadir interfaces de usuario a cálculos y aplicaciones

- Herramientas para procesamiento de imágenes usando pylab así como Python

- Herramientas para visualizar y analizar gráficas

- Filtros para importar y exportar datos, imágenes, vídeo, sonido, CAD, y GIS

- Embeber Sage en documentos LaTeX[7]

## Licencia y disponibilidad
SageMath es software libre, distribuido bajo los términos de la GNU General Public License versión 2 o posterior. Está disponible de varias maneras:

### Versiones en línea
- Pueden usarse desde SageMathCloud (enlace roto disponible en Internet Archive; véase el historial, la primera versión y la última)., un servicio de computación en la nube al que se accede desde ordenadores o dispositivos móviles mediante cuentas gratuitas o de suscripción. Este servicio está disponible desde 2013.
- Para una consulta puntual existe, desde el año 2009, una versión reducida en  SageMathCell.

### Instalación en el ordenador
- Se pueden descargar binarios para GNU/Linux, OS X y Solaris (tanto x86 como SPARC). Los binarios de Solaris se consideran experimentales.

- El código fuente puede descargarse de la página de descargas.

- Un CD live que corre una versión del sistema GNU/Linux permite probar Sage sin necesidad de instalarlo.

- Los usuarios de Windows solo pueden utilizarlo a través de software de virtualización como Virtualbox o Vmware.

## Ejemplos de línea de comandos

### Cálculo
```
x
,
a
,
b
,
c
 
=
 
var
(
'x,a,b,c'
)
                
# en contraste con otros CAS, debemos declarar 

                                        
# una variable simbólica antes de usarla  

log
(
sqrt
(
a
))
.
simplify_log
()
             
# devuelve log(a)/2

log
(
a
/
b
)
.
simplify_log
()
                 
# devuelve log(a) - log(b)

sin
(
a
+
b
)
.
simplify_trig
()
                
# devuelve cos(a)*sin(b) + sin(a)*cos(b)

cos
(
a
+
b
)
.
simplify_trig
()
                
# devuelve cos(a)*cos(b) - sin(a)*sin(b)

(
a
+
b
)
ˆ5
                                 
# devuelve (b + a)ˆ5

expand
((
a
+
b
)
ˆ5
)
                         
# devuelve bˆ5 + 5*a*bˆ4 + 10*aˆ2*bˆ3 +

                                        
#         10*aˆ3*bˆ2 + 5*aˆ4*b + aˆ5

limit
((
xˆ2
+
1
)
/
(
2
+
x
+
3
*
xˆ2
),
 
x
=
infinity
)
  
# devuelve 1/3

limit
(
sin
(
x
)
/
x
,
 
x
=
0
)
                    
# devuelve 1

diff
(
acos
(
x
),
x
)
                         
# devuelve -1/sqrt(1 - xˆ2)

f
 
=
 
exp
(
x
)
*
log
(
x
)

f
.
diff
(
x
,
3
)
                             
# devuelve e^x*log(x) + 3*e^x/x - 3*e^x/x^2 + 2*e^x/x^3

solve
(
a
*
x
^
2
 
+
 
b
*
x
 
+
 
c
,
 
x
)
               
# devuelve [x == (-sqrt(b^2 - 4*a*c) - b)/(2*a),

                                        
#           x == (sqrt(b^2 - 4*a*c) - b)/(2*a)]

f
 
=
 
xˆ2
 
+
 
432
/
x

solve
(
f
.
diff
(
x
)
==
0
,
x
)
                   
# devuelve[x == 3*sqrt(3)*I - 3,

                                        
#          x == -3*sqrt(3)*I - 3, x == 6]

```

### Ecuaciones Diferenciales
```
t
 
=
 
var
(
't'
)
                            
# declara una variable simbólica t

x
 
=
 
function
(
'x'
,
t
)
                     
# define x como función de t

DE
 
=
 
lambda
 
y
:
 
diff
(
y
,
t
)
 
+
 
y
 
-
 
1

desolve
(
DE
(
x
(
t
)),
 
[
x
,
t
])
                
# devuelve '%e^-t*(%e^t+%c)'

```

### Álgebra Lineal
```
A
 
=
 
matrix
([[
1
,
2
,
3
],[
3
,
2
,
1
],[
1
,
1
,
1
]])

y
 
=
 
vector
([
0
,
-
4
,
-
1
])

A
.
solve_right
(
y
)
                        
# devuelve (-2, 1, 0)

A
.
eigenvalues
()
                         
# devuelve [5, 0, -1]

B
 
=
 
matrix
([[
1
,
2
,
3
],[
3
,
2
,
1
],[
1
,
2
,
1
]])

B
.
inverse
()
                             
# devuelve [   0  1/2 -1/2]

                                        
#          [-1/4 -1/4    1]

                                        
#          [ 1/2    0 -1/2]

# Call numpy for the Moore-Penrose pseudo-inverse,

# since Sage does not support that yet.

import
 
numpy

C
 
=
 
matrix
([[
1
 
,
 
1
],
 
[
2
 
,
 
2
]])

matrix
(
numpy
.
linalg
.
pinv
(
C
.
numpy
()))
    
# devuelve [0.1 0.2]

                                        
#          [0.1 0.2]

```

### Teoría de Números
```
prime_pi
(
1000000
)
                       
# devuelve 78498, el número de primos 

                                        
# menores que 1 millón.

E
 
=
 
EllipticCurve
(
'389a'
)
               
# construye una curva elíptica  

                                        
# de las tablas de  Cremona

P
,
 
Q
 
=
 
E
.
gens
()

7
*
P
 
+
 
Q
                                 
# devuelve (2869/676 : -171989/17576 : 1)

```